# Станіслав Кишка (воєвода вітебський)
Станіслав Кишка (д/н – 1 грудня 1554) — державний діяч, урядник Великого князівства Литовського.

## Життєпис
Походив з польсько-білоруського магнатського роду Кишок гербу Домброва. Старший син Петра Кишки, воєводи полоцького, і Олени Іллінич.
Відомостей про нього обмаль. 1522 року стає старостою браславським. Згодом отримує посаду державця усвяцького і єзеришанського. 1544 року стає вітебським воєводою. Обіймав посаду до самої смерті у 1554 році. З 1540-х років підтримав лютеранських проповідників.

## Родина
Дружина — Ганна, донька Яна Радзивілла, жмудського старости
Діти:
- Ян (бл. 1540—1592), віленський каштелян
- Станіслав (1549—1619)
- Анна, дружина Кшиштофа Зеновича, берестейського воєводи